# Sean Baker
Sean Baker, född 26 februari 1971 i Summit, New Jersey, är en amerikansk filmskapare (regissör, manusförfattare, producent, klippare och fotograf) med lång erfarenhet inom independentfilm. De flesta av hans filmer handlar om människor i samhällets utkant, oftast antingen som immigranter eller sexarbetare.
Hans regidebut skedde med Four Letter Words (2000), och han var medskapare till TV-serien Greg the Bunny (2002–2006). Därefter har Baker fram till 2024 regisserat sju långfilmer: Take Out (2004), Prince of Broadway (2008), Starlet (2012), Tangerine (2015), The Florida Project (2017), Red Rocket (2021) och Anora (2024). Den sistnämnda filmen vann Guldpalmen vid filmfestivalen i Cannes 2024, och vid Oscarsgalan 2025 fick han även motta en Oscar för bästa film, Bästa originalmanus, Bästa regi samt för Bästa klippning. Baker blev därmed den första att vinna fyra Oscars för samma film. 1953 vann Walt Disney fyra priser under samma kväll, men för fyra olika filmer.

## Biografi

### Bakgrund, tidig karriär
Baker föddes i Summit i New Jersey. Han växte upp i området Short Hills i Millburn och i Branchburg. Hans mor var lärare och hans far arbetade som bolagsjurist. Fadern representerade Baker och dennes produktionsbolag i en tvist rörande titeln på hans film Take Out. Bakers syster Stephonik Youth är professionell syntpopmusiker och produktionsdesigner, och hon har bidragit till hans filmer i båda dessa roller.
I unga år blev Sean Baker intresserad amatörfilm, efter att hans mor tagit med honom till visningar av Universal Monster-filmer på det lokala biblioteket. Parallellt med studierna 1989 vid Gill St. Bernard's High School arbetade han som biomaskinist vid Wellmont Theater i Montclair. Under sina collegeår arbetade han även som taxichaufför. Han studerade till kandidatnivå i filmvetenskap vid New York University, via dess Tisch School of the Arts. 1992 avbröt han dock studierna före examen, för att istället skaffa sig erfarenhet från produktion av reklam- och företagsfilm; han återvände senare och avlade 1998 sin examen. Baker studerade även icke-linjär filmredigering vid The New School i Greenwich Village på Manhattan.

### 2000–2014: Regidebut och tidiga filmer
Bakers första långfilmsproduktion var Four Letter Words (2000), en film kretsande kring framtoning, världsbild, attityder och språk hos unga män i USA. Han skrev, regisserade och klippte filmen.
Baker är en av medskaparna av situationskomediserien Greg the Bunny (2002–2006), med Seth Green och Eugene Levy i ett par av rollerna. TV-serien är baserad på en samling av scener som Baker regisserat efter eget manus. Serien, som sändes på Independent Film Channel, hade även hämtat inspiration från TV-programmet Junktape. 2010 skapade Baker, Spencer Chinoy och Dan Milano en spinoff-produktion med titeln Warren the Ape; serien sändes på MTV men avbröts efter en säsong.
2004 kom Take Out, en långfilm där Baker och den återkommande medarbetare Shih-Ching Tsou samarbetade kring manus, regi, klippning och produktion, med en budget på 3 000 dollar. Filmen kretsar runt en papperslös kinesisk immigrant som har problem med att återbetala en skuld relaterad till smugglingskostnader och som endast har en dag på sig för att samla ihop den krävda summan. Världspremiären på filmen skedde vid Slamdance Film Festival i januari samma år. Efter att ha visats på 25 olika filmfestivaler försenades möjligheten till allmän biodistribution i fyra års tid, på grund av en rättstvist med filmskaparen Seth Landau som även han hade en film med samma namn i produktion.

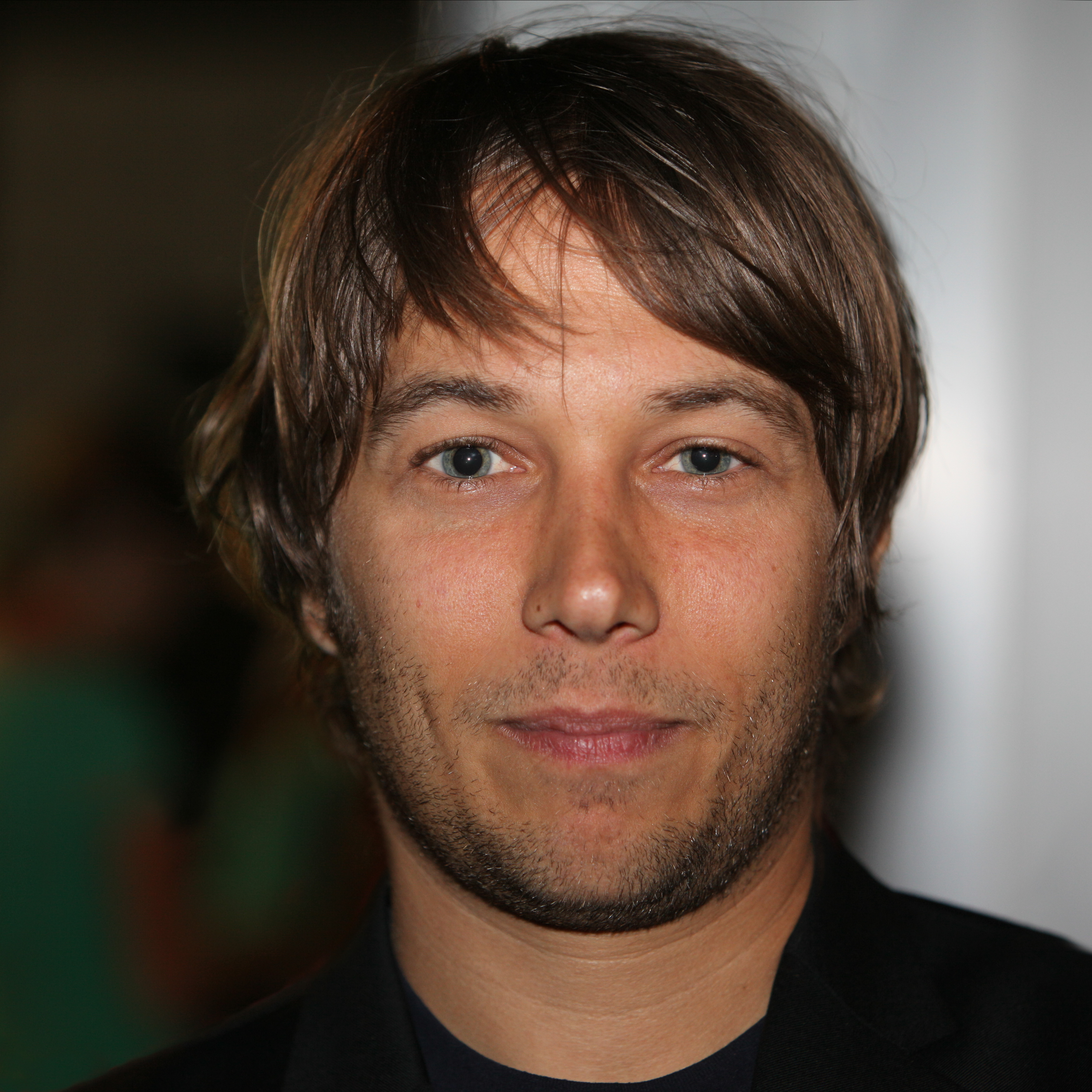
Baker vid KVIFF i Prag, juli 2009.

Bakers tredje långfilm, Prince of Broadway, hade premiär 2008 vid Los Angeles Film Festival. Filmen följer en immigrant från Ghana som tjänar pengar som gatuförsäljare på Manhattan och som en dag upptäcker att han har en son. Baker verkade här med manus, regi, som medproducent, kameraman och klippare. Han producerade filmen på egen budget och marknadsförde den själv. Take Out och Prince of Broadway nominerades 2008 till Independent Spirit John Cassavetes Award, vid samma ceremoni.
Därefter regisserade Baker Starlet, en film som han skrev ihop med Chris Bergoch och som i de båda huvudrollerna har  Dree Hemingway och Besedka Johnson. Starlet utforskar den oväntade vänskapen mellan 21-åringen Jane (Hemingway) och 85-åriga Sadie (Johnson), två kvinnor vars liv korsas i Kaliforniens San Fernando Valley. Filmens världspremiär skedde på South by Southwest-festivalen i början av 2012, och på hösten samma år fick filmen även en begränsad biodistribution.

### 2015–2022: Genombrott och uppmärksammande
Bakers nästa film Tangerine är byggd kring en sexarbetare och transperson som upptäcker att hennes pojkvän och tillika hallick har varit otrogen. Tangerine filmades med tre Iphone 5S-mobiler, och filmen fick lovord för sina innovativa inspelningstekniker. Bland skådespelarna finns Kitana Kiki Rodriguez, Mya Taylor, Karren Karagulian, Mickey O'Hagan och James Ransone, med Mark Duplass och Jay Duplass som producenter. Även för denna film samskrev Baker och Berg och manuset, medan Baker även fungerade som en av producenterna och filmfotograferna och dessutom klippte filmen. Filmen hade sin världspremiär på 2015 års Sundance-festival, och under sommaren samma år syntes den även på utvalda biografer. De positiva kritikerrösterna bidrog till en 96-procentig rankning på aggregationssajten Rotten Tomatoes.
Sedan arbetade Baker som regissör med Snowbird, en kort modefilm för Kenzo med modellen och skådespelaren Abbey Lee. Även denna film spelades uteslutande in med hjälp av ett antal Iphone.
The Florida Project, Bakers sjätte långfilm, fick 2017 premiär i Quinzaine des cinéastes, sidofestival till filmfestivalen i Cannes. Baker klippte filmen, vars manus han skrivit tillsammans med Chris Bergoch. Historien följer en sexårig flicka som bor i ett motell i utkanten av Orlando, alltmedan hon och hennes upproriskt lagda mor försöker tjäna ihop till brödfödan. Både National Board of Review och American Film Institute utsåg The Florida Project till en av årets tio bästa, och både Bakers regi och flera skådespelarinsatser – inklusive Brooklynn Prince som den sexåriga Monee och Willem Dafoe som motellmanager – rosades av kritikerna. För sin roll nominerades Dafoe till Oscar för bästa manliga biroll, Golden Globe och BAFTA. Prince vann Critics Choice Movie Award i klassen Bästa unga skådespelare.
I juni 2018 bjöds Baker till bli medlem av regissörs- och manusförfattargrenen av Amerikanska filmakademien. I oktober samma år ledde han filmjuryn vid Mumbai International Film Festival i Bombay.
Därefter följde ett par år utan större uppmärksammande, delvis påverkat av covid-19-pandemin och nedstängningen av stora delar av filmbranschen. I mars 2021 släpptes kortfilmen Khaite FW21, producerad för klädmärket Khaite och inför dess kommande höst/vinterkollektion.
Senare under 2021 hade långfilmen Red Rocket premiär. I huvudrollen finns Simon Rex som "Mikey", en porrskådespelare som återvänder till sin hemstad i Texas. Baker regisserade filmen och bidrog med manus och produktion ihop med bland annat hans regelbundna medarbetare Bergoch och Tsou. Filmningen utfördes mitt under pandemin, med hjälp av olika säkerhetsföreskrifter. Filmen rönte en stående ovation under det årets filmfestival i Cannes.
Under 2022 regisserade Baker en reklamfilm för Taco Bell. Han var exekutiv producent för Love in the Time of Fentanyl, en dokumentärfilm som hade premiär på Doxa Documentary Film Festival i maj 2022.

### Anora

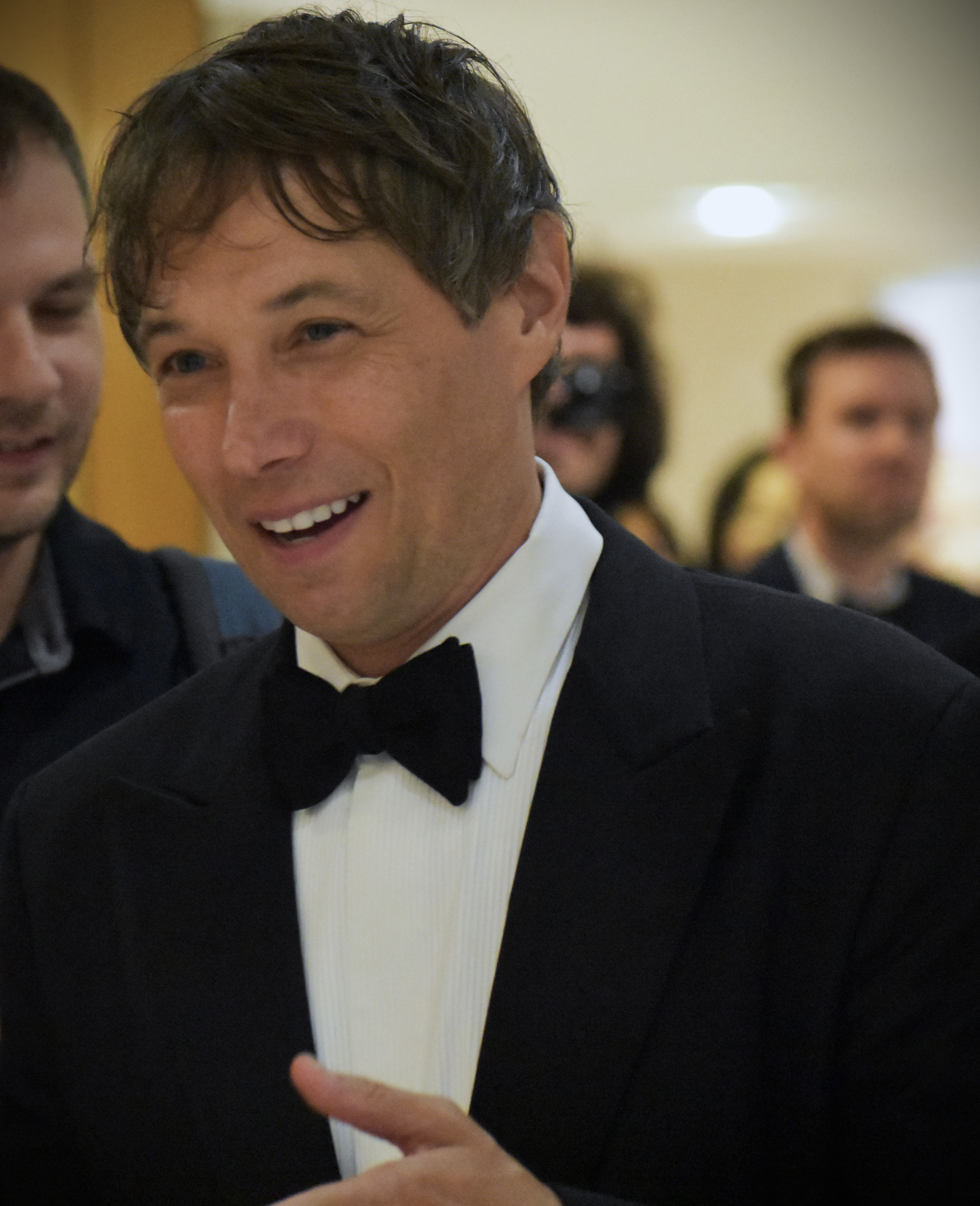
Baker vid filmfestivalen i Cannes 2024.

I oktober 2023 offentliggjorde Baker långfilmen Anora, med Mikey Madison i titelrollen. Filmen skildrar en ung sexarbetare som hastigt gifter sig med en rysk oligarkson. Till produktionen anlitade Baker flera nuvarande eller tidigare sexarbetare – inklusive Andrea Werhun – för att få en mer realistisk känsla i scenerna.
Anora vann senare under Cannesfestivalen årets Guldpalm, och Baker blev därmed den första vinnande regissören från USA sedan 2011. Filmen omgavs senare av stor uppmärksamhet även i hemlandet USA, med ett antal nomineringar inför Oscarsgalan i mars 2025. Där vann Baker Oscar för Bästa film (som medproducent), Bästa regissör, Bästa originalmanus och Bästa klippning. Han tangerade därmed Walt Disneys rekord på fyra Oscarsstatyetter vid samma Oscarsgala och blev den första person att vinna fyra Oscar för en enda film.

### Kommande projekt
Baker har i intervjuer sagt att han inte kan "jonglera kreativt", angående filmbranschens vanliga produktionsmodell med parallella produktioner. Efter framgången med The Florida Project, mottog han erbjudanden från ett antal olika producenter och filmbolag. "Jag kände mig sliten mellan två världar, eftersom jag inte kunde fokusera på ett projekt under tiden som jag försökte utveckla [ett annat]."
Baker lämnade, efter råd från den danske filmskaparen Lars von Trier, en påbörjad TV-serie och började istället arbeta på sin kommande film; produktionen ställdes sedan in som en följd av covid-19-pandemin. Den filmen har beskrivits som ett ambitiöst projekt om drogaktivism, och Baker har själv jämfört den med den biografiska filmen Milk. "Det var en för stor produktion. […] Jag behövde hundratals människor ute på gatan, demonstrationer och allt, och det funkade inte [under pandemin]."
I december 2021 meddelades att Baker hade planer på en möjlig TV-serie baserad på hans film Tangerine. Han hade inspirerats till att göra en TV-version av filmen som ett sätt att hjälpa karriären för transskådespelaren Mya Taylor – hon skulle ha huvudrollen – på traven. I en helt annan genre har Baker uttryckt intresse för att regissera en film i Fast & Furious-serien. Möjligheten att "leka med bilar och bilkrascher" lockade honom.
Under Cannes 2024 meddelade Baker att hans nästa film även den skulle komma att kretsa omkring en sexarbetare.

## Privatliv och åsikter

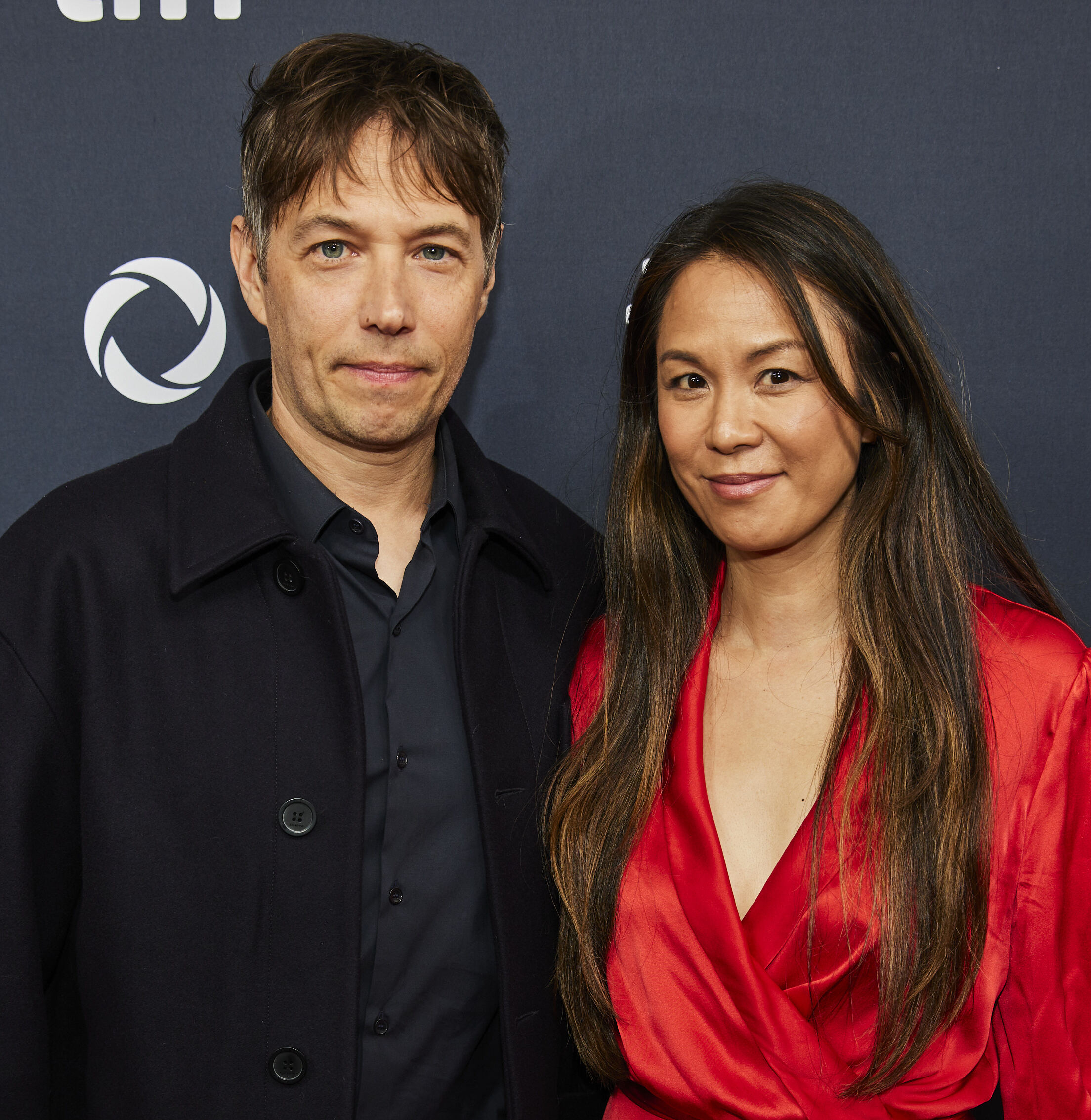
Baker med hustrun Samantha Quan, vid 2024 års upplaga av TIFF och den första visningen där för Anora.

Baker är gift med Samantha Quan, som verkat som producent till många av makens filmer. En av deras hundar figurerade i Bakers film Starlet (2012).
Sean Baker var i 20-årsåldern var missbrukare av opiumpreparat. Vid en presskonferens 2024 i Cannes framförde han åsikten att sexarbete skulle "avkriminaliseras och inte regleras på något sätt, eftersom sexarbetaren äger sin egen kropp och det är upp till hen att bestämma hur denna ska användas för att förtjäna levebrödet."

## Stil och influenser
Baker har etablerat sig som en filmskapare med fokus på personer från underrepresenterade och marginaliserade subkulturer, vilka ofta utgörs av papperslösa eller sexarbetare. Hans filmiska berättelser har beskrivits som tydligt humana och medkännande.
Sean Baker säger att han hämtat en stor del av sin inspiration till filmskapandet från exploateringsfilmer. Samtidigt har han beskrivits som en "trovärdig manlig regissör" i en värld efter metoo. Bakers filmer har uppväckt och uppmuntrat en debatt omkring sexualmoral.
Bakers inspirationskällor inkluderar regissörer som Ken Loach, Spike Lee, Federico Fellini, Jim Jarmusch, Mike Leigh, Steven Spielberg, Éric Rohmer, John Cassavetes och Hal Ashby. Baker har sagt att han försöker lägga in referenser till andra av sina filmer i form av "påskägg". Exempelvis syns mot slutet av Anora en annonstavla där rollfiguren "Strawberry" från Red Rocket gör reklam för ett kommande uppträdande.

## Filmografi
Film
| År          | Titel               | Regi | Manus | Produktion | Klippning | Foto | Noter                         |
| ----------- | ------------------- | ---- | ----- | ---------- | --------- | ---- | ----------------------------- |
| 2000        | Four Letter Words   | Ja   | Ja    | Nej        | Ja        | Nej  |                               |
| 2004        | Take Out            | Ja   | Ja    | Ja         | Ja        | Ja   | Regi ihop med Shih-Ching Tsou |
| 2008        | Prince of Broadway  | Ja   | Ja    | Ja         | Ja        | Ja   |                               |
| 2012        | Starlet             | Ja   | Ja    | Ja         | Ja        | Nej  |                               |
| 2015        | Tangerine           | Ja   | Ja    | Ja         | Ja        | Ja   |                               |
| 2017        | The Florida Project | Ja   | Ja    | Ja         | Ja        | Nej  |                               |
| 2021        | Red Rocket          | Ja   | Ja    | Ja         | Ja        | Nej  |                               |
| 2024        | Anora               | Ja   | Ja    | Ja         | Ja        | Nej  |                               |
| under prod. | Left-Handed Girl    | Nej  | Ja    | Ja         | Ja        | Nej  | [ 73 ]                        |

Exekutiv producent
- Love in the Time of Fentanyl (2022)
- The Feeling That the Time for Doing Something Has Passed (2023)
- Modern Whore[74] (under prod.)

Kortfilmer
| År   | Titel       | Regi | Manus | Produktion | Klippning |
| ---- | ----------- | ---- | ----- | ---------- | --------- |
| 2016 | Snowbird    | Ja   | Ja    | Ja         | Ja        |
| 2021 | Khaite FW21 | Ja   | Nej   | Nej        | Ja        |

Television
| År        | Titel          | Regi | Manus | Produktion | Skapare | Roll                    |
| --------- | -------------- | ---- | ----- | ---------- | ------- | ----------------------- |
| 2002–2006 | Greg the Bunny | Ja   | Ja    | Nej        | Ja      | Även klippning och foto |
| 2010      | Warren the Ape | Ja   | Ja    | Ja         | Ja      |                         |